# Lancaster House
Lancaster House est un palais situé dans le quartier St James's (West End de Londres). Non loin du palais Saint James, il est de nos jours géré par le Bureau des Affaires étrangères et du Commonwealth. Construit entre 1825 et 1840, il s'agit d'un bâtiment de style néoclassique.

## Histoire

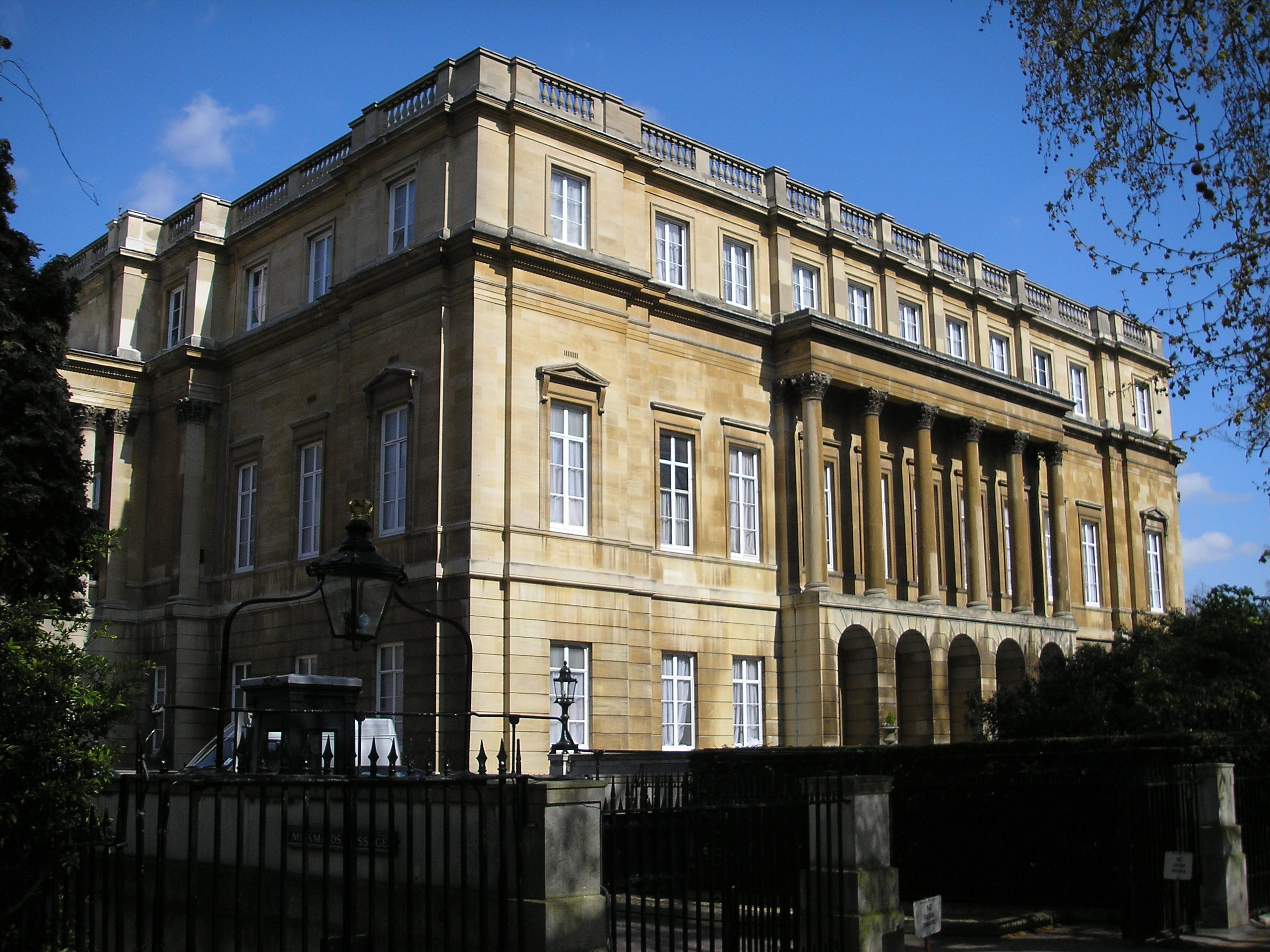

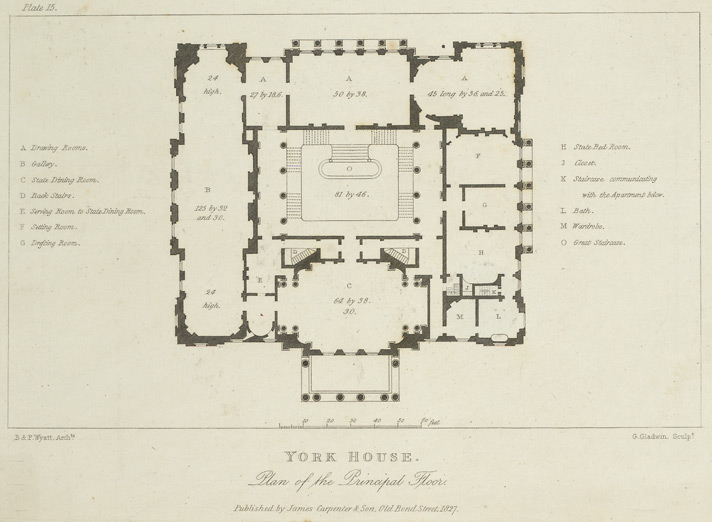
Plan du premier étage en 1827.

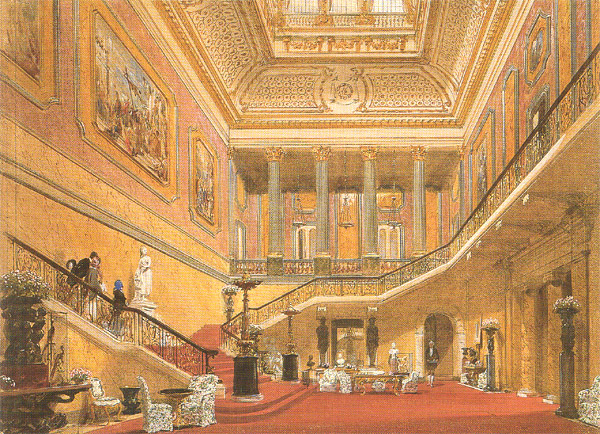
Le hall central et le grand escalier ; gravure de Joseph Nash (1850).

La construction du palais commence en 1825 pour le duc Frédéric d'York, second fils du roi George III ; il est d'abord connu sous le nom de « York House », mais le duc décède en 1827. Les façades extérieures, en pierre de bath et de style néoclassique, ont été principalement dessinées par Benjamin Dean Wyatt ; il s'agit de la dernière grande demeure de Londres à utiliser ce style georgien. Le bâtiment possède trois étages, les pièces de réception étant au premier étage et les salons de séjour de la famille au rez-de-chaussée. Il y a aussi un sous-sol contenant des locaux de service, y compris une cave à vin. L'intérieur a été conçu par Benjamin Dean Wyatt, Sir Charles Barry et Sir Robert Smirke et a été achevé en 1840.
La maison a été achetée et complété pour George Leveson-Gower, 2e marquis de Stafford (futur 1er duc de Sutherland) et était connue sous le nom de « Stafford House » pendant près d'un siècle et réputée pour être l'une des plus luxueuses de la capitale, comprenant des intérieurs de style Louis XIV et des collections de peintures et d'objets d'arts, toujours visibles de nos jours.
Passionnée de politique et d'arts, la famille Sutherland y invite de nombreux invités de marque, notamment le philanthrope Anthony Ashley-Cooper, l’auteur anti-esclavagiste Harriet Beecher Stowe et l'aventurier italien Giuseppe Garibaldi. La reine Victoria, éblouie par le luxe des lieux aurait dit à la duchesse de Sutherland en arrivant : « Je suis venue depuis ma maison à votre palais ». En 1912, il est acheté par l'industriel William Lever, qui rebaptise le bâtiment « Lancaster House » en l'honneur de son comté natal du Lancashire et l'offre au Royaume-Uni l'année suivante.
De 1924 jusqu'à l'après la Seconde Guerre mondiale, Lancaster House appartient au musée de Londres ; il est depuis utilisé pour les réceptions du gouvernement et est fermé au public, sauf en de rares journées portes ouvertes. La Commission consultative européenne s'y est réunie en 1944. En janvier 1947, une réunion concernant l'Autriche occupée s'y est tenue et en 1956, l'accord de l'indépendance de la Malaisie y est signé. En 1961, l'Afrique du Sud y confirme son intention de devenir une république, à l'intérieur du Commonwealth. En 1979, il est le théâtre des accords de Lancaster House, qui statue sur l'indépendance du Royaume-Uni de la Rhodésie, devenue le Zimbabwe. Il accueille le sommet du G7 de 1984 puis celui de 1991. Une table de 35 pieds de long a été construite pour la Long Gallery en 1991, où les principales séances de négociation ont lieu.

## Dans la culture populaire
Lancaster House a été utilisé pour une scène du film Benjamin Gates et le Livre des secrets (2007) censée se dérouler au palais de Buckingham. Dans le même objectif, la demeure a servi à la série télévisée de Netflix The Crown (2016-), au film historique Victoria : Les Jeunes Années d'une reine (2009) pour figurer la salle de bal du palais royal ou encore pour Le Discours d'un roi (2010). Dans L'Importance d'être Constant (2002), Lancaster House sert de décor à la demeure de Lady Braknell. En 2008, le clip du morceau Can't Speak French de Girls Aloud est tourné dans les lieux.

## Sources
- (en) Cet article est partiellement ou en totalité issu de l’article de Wikipédia en anglais intitulé « Lancaster House » (voir la liste des auteurs).